# Березина (Буда-Кошелёвский район)
Березина (бел. Беразіна) — посёлок в Морозовичском сельсовете Буда-Кошелёвского района Гомельской области Белоруссии.
На востоке и севере граничит с лесом.

## География
Железнодорожная станция Бушевка (на линии Жлобин — Гомель), в 3 км на юго-восток от Буда-Кошелёво, 46 км от Гомеля.

## Транспортная сеть
Транспортные связи по просёлочной, затем автомобильной дороге Буда-Кошелёво — Уваровичи.
Планировка состоит из почти прямолинейной улицы, ориентированной с юго-востока на северо-запад и застроенной деревянными домами усадебного типа.

## История
Основан в начале 1920-х годов переселенцами с соседних деревень на бывших помещичьих землях. В 1931 году жители посёлка вступили в колхоз. В 1959 году в составе совхоза «Морозовичи» (центр — деревня Морозовичи).

## Население

### Численность
- 2004 год — 45 хозяйств, 76 жителей.

### Динамика
- 1959 год — 212 жителей (согласно переписи).
- 2004 год — 45 хозяйств, 76 жителей.